# Малые Горки (Мордовия)
Малые Горки — деревня в Ардатовском районе Мордовии. Входит в состав Силинского сельского поселения.

## История
В «Списке населённых мест Симбирской губернии» (1863 г.) Горкака значится деревней владельческой из 14 дворов Ардатовского уезда. В 1928 году при районировании получила современное название.

## Население
| 2002 | 2010 |
| ---- | ---- |
| 43   | ↘38  |